# (2984) Chaucer
(2984) Chaucer (1981 YD) – planetoida z grupy pasa głównego asteroid okrążająca Słońce w ciągu 3,89 lat w średniej odległości 2,47 j.a. Odkryta 30 grudnia 1981 roku.